# Una struttura di archivio per l'insieme, per il cambiamento e per l'indeterminato
Una struttura di archivio per l'insieme, per il cambiamento e per l'indeterminato è un saggio di Theodor H. Nelson, il creatore della parola ipertesto (intendendo per “iper” non tanto “collegamento” quanto “estensione”) e che tentò, più modernamente, di guardare oltre il “chunk style”, il modello web di ipertesto (ovvero i collegamenti statici che permettono all'utente di passare da una pagina all'altra).

## Il sistema ELF
Il saggio ha inizio con un generico sommario attraverso cui Nelson spiega gli intendimenti della struttura di archivio da lui elaborata a partire dal 1960 e chiamata ELF, acronimo che sta per Evolutionary List File. Alla base di questo studio sta la precisa volontà di creare "l'archivio dei sogni", un archivio capace di soddisfare chiunque si trovi nella necessità, per lavoro o diletto, di dover utilizzare sistemi di archivi personali o manoscritti. Lo scopo è quello di creare tecniche che li manipolino, li arrangino, li riordinino, li rendano funzionali agli usi che l'utente vuole assegnare loro. L'autore ha chiari i limiti di una simile operazione: da una parte i costi elevati (seppur realisticamente ammortizzabili), dall'altra la limitata percezione del bisogno, dall'altra ancora la difficoltà di progettazione materiale. Eppure Nelson crede davvero nella necessità di un software dedicato all'intricato lavoro di archiviazione e alla manipolazione di un manoscritto; in particolare lo studioso si sofferma su quest'ultimo aspetto, mettendo in contrappunto la generale diffidenza della tradizione letteraria nei confronti della tecnologia (quasi fosse un mezzo che escluda la più autentica delle creatività) e l'effettiva assistenza che un programma del genere potrebbe fornire ad uno scrittore.
Infine Nelson elenca quelle che secondo lui sono le caratteristiche cosiddette “evolutive” (da cui il nome) dell'ELF:
- il sistema deve essere in grado di sostenere voci di ogni tipo e dimensione
- un numero illimitato di disposizioni delle voci senza limitazioni sullo schema da utilizzare ed un numero illimitato di voci per ogni disposizione
- percorsi tra una voce e l'altra con la possibilità di aggiungere annotazioni
- modifiche dinamiche e senza vincoli ad ordinamenti, etichette ed indici
- sommari dinamici (modifiche al testo in una sequenza provoca modifiche nelle altre sequenze)
- possibilità di avere versioni multiple di informazioni, annotazioni e disposizioni

Il saggio prosegue con la descrizione degli elementi dell'ELF. L'ELF propone una struttura molto semplice utilizzabile e combinabile in molti modi diversi, costruita su una specifica tecnica che lega insieme elenchi di informazioni, chiamati “zippered list”, naturalmente portati a diventare confusi e disordinati. L'ELF si compone di tre elementi specifici:
- entry (voce) - unità distinte di informazioni definito dall'utente
- list (elenco) - insieme ordinato di voci definito dall'utente
- link (collegamento) - connettori, indicati dall'utente, tra due particolari voci in elenchi diversi.

Nelson passa poi a descrivere le operazioni di un archivio ELF. Infatti L'ELF mantiene esclusivamente i suoi contenuti come zippered (o unzippered). Ma la struttura di archivio deve includere anche un insieme di operazioni attraverso cui i contenuti possono essere cambiati. Queste operazioni di archivio esistono per creare, modificare, unire o rimuovere voci, elenchi e collegamenti, e per manipolare la relazione di sequenza. Le operazioni principali che ELF può garantire riguardano le varie voci (per creare nuove voci, combinate, divise e condivise tra più elenchi), gli elenchi (per creare, riordinare, ripristinare gli elenchi), i collegamenti (per creare collegamenti tra voci che sono in elenchi diversi) e le sequenze (per disporre un elenco in qualsiasi ordine si desideri).
Andando ad analizzare gli aspetti tecnici che caratterizzano ELF, lo studioso sottolinea come la descrizione di ELF richiami linguaggi per il trattamento delle liste come IPL o Lisp, sistemi di organizzazione della memoria che facilitano operazioni sequenziali su ramificazioni non predicibili o dati gerarchici. ELF, pur nella sua diversità, condivide con i linguaggi per il trattamento delle liste alcune problematiche, come ad esempio il controllo della disposizione e la denominazione degli elenchi. 
Un altro aspetto tecnico considerato è la capacità di creare copie illimitate di voci ed elenchi, brillantemente risolto da ELF attraverso tecniche di unione: le diverse voci e gli elenchi non possono prendere spazi virtuali, essendo dati varianti in aggiunta all'originale. Quando una versione modificata di un elenco o di una voce viene creata, il software modifica l'originale con i cambi necessari per realizzare la versione modificata.
Molteplici e versatili sono gli usi che ELF permette. Nelson divide le applicazioni semplici da quelle più complesse. 
Le applicazioni semplici riguardano la capacità di ELF di archiviare, con elenchi separati usati per categorie, tracce, ecc. Ciò permette un'indicizzazione incrociata attraverso l'assegnazione di una voce ad elenchi diversi e consente la creazione di sottoinsiemi e sottosequenze che possono essere tenuti separati ed esaminati senza disturbare gli elenchi dai quali sono derivati.
Le applicazioni complesse prevedono l'adattabilità di ELF alle esigenze, le più svariate, di chi lo usa. L'utente può definire qualsiasi metodo adatto alle sue necessità. Può essere progettato un numero di diverse sistemazioni, usando solamente gli elementi di base voce, elenco e collegamento. Gli elenchi zippered possono essere assemblati in matrici rettangolari, reticolati e configurazioni più intricate. A queste unioni di elenchi possono essere assegnati significati vari dal medesimo utente ed il sistema li consentirà al fine di essere conservati, visualizzati, analizzati e aggiornati per correzioni o cambiamenti. È pertanto possibile incorporare, in un corpo di informazioni archiviato in ELF, i vari livelli di un indice, di un sommario, di una spiegazione e di un commentario. Inoltre, l'ELF è capace di immagazzinare molti testi in parallelo, se sono equivalenti o collegati in qualche modo. E la capacità di ordinamento incrociato dell'ELF permette il confronto di testi affini per il confronto e la comprensione. Infine l'ELF può essere un aiuto all'intelletto in fase creativa, potendo permettere all'utente di comparare sistemazioni ed alternative con qualsiasi precedente ideale.

## Il linguaggio PRIDE
Nelson spiega poi il sistema PRIDE (“Personalize Retrieval Indexing and Documentation Evolutionary”), un linguaggio di informazioni che ha lo scopo di facilitare l'uso di ELF. Il PRIDE include tutte le operazioni di ELF e, per sicurezza e convenienza, anche tutte le operazioni inverse (per permettere all'utente di recuperare un errore fatto, tipo una cancellazione non voluta). Il PRIDE è una sorta di primo “piano”, un linguaggio indipendente dalla missione primaria di manipolare archivi e manoscritti, come già descritto, e dalle applicazioni secondarie di ordinamento e documentazione degli altri generi di informazioni complesse.

## Conclusioni
Infine Nelson descrive la filosofia che caratterizza il suo studio, focalizzando l'attenzione su due principali considerazioni: la prima è che complesse strutture di archivio come l'ELF rendono possibile la creazione di complessi e significativi nuovi mezzi di comunicazione, l'ipertesto e l'hyperfilm; la seconda è che strutture di archivio evolutive come l'ELF rendono possibile il monitoraggio di cose che stanno cambiando in continuazione senza la nostra consapevolezza. L'autore spiega, in ultimo, il significato di ipertesto, la parola che definisce un corpo di materiale scritto o  illustrato interconnesso in un modo talmente complesso che non può essere presentato in modo adatto o rappresentato su carta.